# Johann Karl Erler der Jüngere
Johann Karl Erler (der Jüngere) (* 25. Januar 1802 in Baruth; † 9. April 1875 in Magdeburg) war ein deutscher evangelischer Theologe.

## Leben
Johann Karl Erler war der Sohn des gleichnamigen Vaters Johann Karl Erler, der als Theologe in Baruth tätig war. Seine Mutter war Charlotte Friederike Heinsius (* 23. April 177 in Sorau; † 7. April 1825 in Belzig).
Er besuchte die Fürstenschule Pforta und begann anschließend ein Theologiestudium an den Universitäten in Halle und später in Bonn. Nach Beendigung des Studiums übernahm er eine Lehrerstelle am Gymnasium in Sorau. 1828 erfolgte die Berufung zum Diakon in Sorau und 1833 wurde er Oberpfarrer und Superintendent in Treuenbrietzen. 1836 wurde er zum Oberpfarrer an der Magdeburger Johanniskirche gewählt.
Am 29. Juni 1841 nahm er zusammen mit 14 anderen Theologen an der ersten von Pastor Leberecht Uhlich einberufenen Pastorenkonferenz in Pömmelte teil. Durch diese Teilnahme demonstrierte er, dass er einem aufgeklärten, rationalistischen Protestantismus nahestand. Aus diesem Treffen ging die Gruppe der „Protestantischen Freunde“, im Volksmund die „Lichtfreunde“ genannt, hervor. Johann Karl Erler war aber kein Mitglied dieser Gruppe, sondern distanzierte sich vielmehr von dieser, nachdem die Gruppe sich schnell radikalisierte. Am 31. Oktober 1845 hielt er in Vertretung für den erkrankten Pastor Uhlich einen Vortrag auf einer Versammlung der Gruppe der „Protestantischen Freunde“ zum Thema Der christliche Rationalismus, der später zu einer kirchenpolitischen Auseinandersetzung führen sollte.
Im März 1845 wurde er vom Magdeburger Magistrat zum Nachfolger des verstorbenen Superintendenten Johann Christian Ferdinand Aßmann (* 8. Juni 1792 in Magdeburg; † 1. März 1845 in Magdeburg) bestimmt. Aufgrund seines Vortrages bei der Gruppe der „Protestantischen Freunde“ war es zu jahrelangen Streitigkeiten mit den staatlichen und kirchlichen Stellen gekommen. Das Magdeburger Provinzialkonsistorium bestätigte zwar mehrheitlich die Ernennung, aber die Minderheit um den Konsistorialpräsidenten Carl Friedrich Göschel meldete an das Kultusministerium, Erler sei als Rationalist für eine kirchliche Führungsposition nicht geeignet. Daraufhin blockierten Kultusminister Friedrich Eichhorn und König Friedrich Wilhelm IV. jahrelang die endgültige Bestätigung. Erst nach der Märzrevolution 1848 und dem Amtsantritt des neuen Kultusministers Maximilian von Schwerin-Putzar wurde im Mai 1848 die Ernennung Erlers zum Superintendenten bestätigt. Dieses Amt übte er bis zu seinem Tod 1875 aus und wirkte hierbei ausgleichend zwischen den kirchenpolitischen Gruppierungen.
Johann Karl Erler war seit dem 5. Februar 1837 in erster Ehe mit Friederike Zerrenner (* 12. September 1814 in Magdeburg; † 30. Januar 1843 in Magdeburg) verheiratet, einer Tochter des Magdeburger Propstes Karl Christoph Gottlieb Zerrenner.
Am 12. März 1852 heiratete er erneut in Magdeburg Juli Henriette Wilhelmine Fritze (* 28. September 1822 in Magdeburg; † 24. Dezember 1894 in Magdeburg), gemeinsam hatten sie die Tochter Julie Erler (* 30. Januar 1853 in Magdeburg; † 1927 in Magdeburg).

## Schriften
- Commentatio exegetica de libertatis christianae notione in N.T. libris obvia. Soraviae: Apud Fridericum Augustum Julien, 1830.
- Ein Wort an christliche Jünglinge und Jungfrauen 3 Confirmationsreden. Sorau 1833.
- Predigt am zehnten Sonntage nach Trinitatis 1836. Jüterbog 1836.
- De justitia divina dissertatio apologetica. Halis Sax.: Kümmel, 1838.
- Predigt ... über Ev. Matth. 7, V. 15-25: "Sehet euch vor vor den falschen Propheten ...". Magdeburg 1842.
- Sammlung geistlicher Fest- und Gelegenheits-Reden. Magdeburg 1842.
- Zwei Predigten gehalten in der Johanneskirche zu Magdeburg am Reformationsfeste dom. XXI p. trinit. und am Todestage Luthers den 18. Febr. 1846. Magdeburg, 1846.
- Predigt gehalten in der Johanneskirche zu Magdeburg dem. XXIII p. trin. 1846 (über I Cor 2, 6-14). Magdeburg 1846.
- Predigt am Todten-Feste dom. XXV. p. trin. 1847 geh. in d. Johanneskirche zu Magdeburg. Magdeburg: Creutz, 1847.